# ارسال خط‌لوله‌ای
حمل و نقل خط لوله (PF) شبکه های کامپیوتری برای حمل و نقل بسته ها مفهوم اساسی خط لوله را اعمال می کنند که به طور گسترده و با موفقیت در محاسبات ، به ویژه  در معماری تمام واحدهای پردازش مرکزی اصلی (CPU)  و تولید استفاده شده است.  به طور خاص در خطوط مونتاژ صنایع مختلف از خودروسازی گرفته تا بسیاری دیگر .خط لوله مستقل از نمونه خاص بهینه شناخته شده است.به طور خاص، خطوط لوله از دیدگاه های مختلف بهینه است:
1. راندمان بالا در استفاده از منابع شبکه ، که امکان تطبیق حجم بیشتری از ترافیک در شبکه را فراهم می‌کند. در نتیجه هزینه عملیات را کاهش می‌دهد و پایه‌ای برای سازگاری با رشد تصاعدی شبکه‌های مدرن است.
2. پیچیدگی پیاده سازی کم ، که امکان پیاده سازی سیستم های شبکه بزرگتر و قدرتمندتر را با هزینه کم فراهم می کند .در نتیجه پشتیبانی بیشتری از رشد شبکه ارائه می دهد.
3. مقیاس پذیری بالا، که پیامد بدیهی دو ویژگی فوق است.
4. عملیات قطعی و قابل پیش‌بینی با حداقل تأخیر و بدون از دست دادن بسته‌ها حتی در شرایط بار کامل، که در پشتیبانی از نیازمندی‌های درخواستی سرویس‌های جدید و ارزشمندی که در شبکه‌های مدرن مانند تلفن در حال استقرار یا پیش‌بینی استقرار هستند، کلیدی است. ویدئو کنفرانس ، حضور مجازی، ویدیوی درخواستی، بازی های توزیع شده.

جنبه های مختلف این فناوری توسط چندین اداره ثبت اختراع پوشش داده شده است. توسط اداره ثبت اختراع و نشان تجاری ایالات متحده آمریکا و اداره ثبت اختراع اروپا .
اصول عملیاتی
مانند سایر پیاده سازی های خط لوله ، یک مرجع زمانی مشترک (CTR) برای انجام ارسال خط لوله مورد نیاز است. در زمینه شبکه های جهانی، CTR را می توان به طور موثر با استفاده از UTC (ساعت هماهنگ جهانی) که در سطح جهانی از طریق GPS (سامانه موقعیت‌یاب جهانی) یا گالیلئو (ناوبری ماهواره‌ای) ( در آینده ای نزدیک ) تحقق بخشید. برای مثال ، ثانیه UTC به فریم‌ های زمانی ثابت تقسیم می‌شود ، که در چرخه‌های زمانی گروه‌بندی می‌شوند تا در هر ثانیه UTC یک عدد صحیح از پیش تعریف ‌شده از چرخه‌ های زمانی وجود داشته باشد. به طور متناوب ، یا مکمل ، CTR را می توان از طریق شبکه با استفاده از پروتکل های همگام سازی مانند IEEE 1588 به دست آورد.
بسته ها مطابق با زمان بندی های از پیش تعریف شده از گره به گره دیگر ارسال می شوند ، همانطور که در شکل زیر نشان داده شده است. یعنی هر گره بسته های یک جریان خاص را در بازه های زمانی از پیش تعریف شده ارسال می کند. چرخه های زمانی تکرار دوره ای برنامه های مختلف از پیش تعریف شده را تعریف می کنند. زمان‌بندی دوره‌ای در هر گره منجر به ارسال دوره‌ای بسته در سراسر شبکه می‌شود ، که به عنوان حمل و نقل خط لوله سفارشی است ، گام به گام با آن بسته ها به سمت مقصد حرکت می کنند.

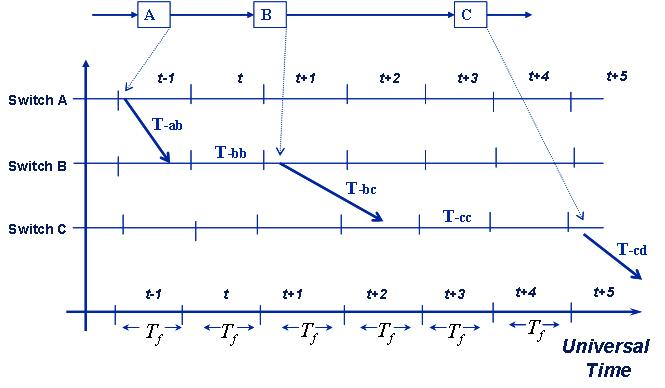

از طریق یک روش رزرو منبع، ظرفیت انتقال برای یک جریان در هر پیوندی که در طول بازه زمانی (یا بازه‌های زمانی) از پیش تعریف شده برای ارسال آن طی می‌کند، رزرو می‌شود، بنابراین یک لوله مجازی همزمان (SVP) راه‌اندازی می‌شود. ظرفیت در طول هر فریم زمانی می تواند تا حدی یا به طور کامل به یک یا چند جریان محفوظ باشد . در نتیجه ، چرخه زمانی مبنایی را برای تکرار دوره ‌ای رزرو فراهم می‌کند که تضمین می‌کند منابع انتقال کافی در هر پیوند برای ارسال بسته ‌های هر جریان موجود باشد. این از تأخیر به دلیل اختلاف منابع و از دست دادن و در نتیجه ازدحام جلوگیری می‌کند . 
گزینه های حمل و نقل
همانطور که در شکل بالا نشان داده شده است، که سفر یک بسته از گره A به گره D را در امتداد سه راه ارسال خط لوله نشان می دهد. تاخیر ارسال ممکن است مقادیر متفاوتی برای گره های مختلف داشته باشد . به دلیل تاخیرهای انتشار متفاوت در پیوندهای مختلف (به عنوان مثال Tab ، Tbc و Tcd) و زمان‌ های مختلف پردازش بسته و سوئیچینگ در گره‌های ناهمگن (مانند Tbb و Tcc).
علاوه بر این ، دو نوع از عملیات اصلی حمل و نقل خط لوله امکان پذیر است. هنگامی که گره n ارسال فوری را مستقر می کند تأخیر ارسال برای همه بسته های دریافت شده توسط گره n در لینک ورودی i یکسان است و حداقل مقدار لازم برای تطبیق زمان انتشار ، پردازش و عوض کردن بسته است . هنگام پیاده‌سازی ارسال غیر فوری ، گره n ممکن است از تأخیرهای مختلف ارسال برای بسته‌های مختلف استفاده کند.
دو پیاده سازی برای ارسال خط لوله پیشنهاد شده است. سوئیچینگ زمان محور (TDS)  با نام مستعار سوئیچینگ لامبدا کسری (FλS) در زمینه ترانزیستور نوری و اولویت زمان محور (TDP) که می توان از آن برای ایجاد شبکه موازی ارسال خط لوله در اینترنت آینده استفاده کرد.